# Patagoneta antarctica
Patagoneta antarctica är en spindelart som först beskrevs av Albert Tullgren 1901.  Patagoneta antarctica ingår i släktet Patagoneta och familjen täckvävarspindlar. Inga underarter finns listade i Catalogue of Life.